# Radio Guld
Radio Guld var en radiostation i Medelpad och sydöstra Ångermanland. Stationen inriktade sig på att spela musik för en äldre målgrupp på 35+ år.
Radio Guld hade ett universum (maximal möjlig räckvidd) på 128 000 personer. Av dessa lyssnade 11,2% på kanalen (Källa: SIFO I/2011), och den var under en tid den näst största kommersiella radiokanalen i Sundsvall.
Den 20 mars 2013 meddelade mediakoncernen Mittmedia att Radio Guld skulle läggas ner med sista sändningsdatum 30 april samma år. Frekvenserna togs över av stationen Rockklassiker från 1 maj 2013.
Bland de röster som hördes under åren finns Dan Jerzewski, Niklas Axelsson, Per-Roger Carlsson, Frida Engström, Jonny Helenius och Mattias Aamisepp.

## Frekvenser
- Sundsvall 106,6
- Härnösand 107,8